# Henryk Średnicki
Henryk Antoni Średnicki (ur. 17 stycznia 1955 w Siemianowicach Śląskich, zm. 10 kwietnia 2016 w Piotrkowie Trybunalskim) – polski bokser, mistrz świata z 1978 w wadze muszej.

## Życiorys

### Kariera sportowa
Był jednym z najwybitniejszych pięściarzy drugiej połowy lat 70. XX wieku. Jako jedyny do tej pory Polak zdobył złoty medal na mistrzostwach świata. Dokonał tego w 1978 podczas II Mistrzostw Świata w Belgradzie w wadze muszej, po wygraniu czterech walk. Startował także w I Mistrzostwach w Hawanie w 1974 w wadze papierowej, ale bez powodzenia. 
Był dwukrotnie mistrzem Europy. Na swoich pierwszych mistrzostwach Europy, w Katowicach w 1975 w wadze papierowej odpadł w ćwierćfinale, w dwóch kolejnych: w Halle w 1977 w wadze papierowej i w Kolonii w 1979 w wadze muszej zdobywał złote medale.
Dwa razy startował w igrzyskach olimpijskich. W Montrealu w 1976 walczył w wadze papierowej, jednak odpadł w eliminacjach. W Moskwie w 1980 doszedł do ćwierćfinału wagi muszej.
Średnicki był sześciokrotnie mistrzem Polski: w wadze papierowej w 1974, 1975 i 1976, w wadze muszej w 1978 i 1979 oraz w wadze koguciej w 1982. W 1977 był wicemistrzem w wadze muszej.
Trzykrotnie zwyciężył w Turnieju im. Feliksa Stamma, w 1977 i 1978 w wadze muszej, a w 1982 w wadze koguciej.
Walczył w barwach GKS-u Katowice, GKS-u Tychy, GKS-u Jastrzębie i Górnika Sosnowiec. Był zawodnikiem preferującym nieustanny atak, zasypującym przeciwnika ciosami. Po zakończeniu kariery został trenerem, prowadził m.in. szkółkę bokserską w Myszkowie. Jego wychowankiem był czołowy polski bokser Łukasz Maszczyk.

### Działalność polityczna
W 2005 wstąpił do Samoobrony RP. Bezskutecznie kandydował z jej ramienia do Sejmu z okręgu sosnowieckiego w wyborach parlamentarnych w 2007 (otrzymał 359 głosów).

## Życie prywatne
Henryk Średnicki był żonaty z Krystyną, z którą miał dwie córki: Katarzynę i Bożenę.

### Śmierć i pogrzeb
W ostatnich latach życia chorował na chorobę Parkinsona i cukrzycę. Zmarł 10 kwietnia 2016 w Piotrkowie Trybunalskim w wieku 61 lat. Cztery dni później odbyła się msza żałobna w kościele pw. św. Maksymiliana Kolbego na osiedlu Mydlice w Dąbrowie Górniczej, po której Średnicki został pochowany na cmentarzu przy ul. Krakowskiej w Będzinie-Warpiu.

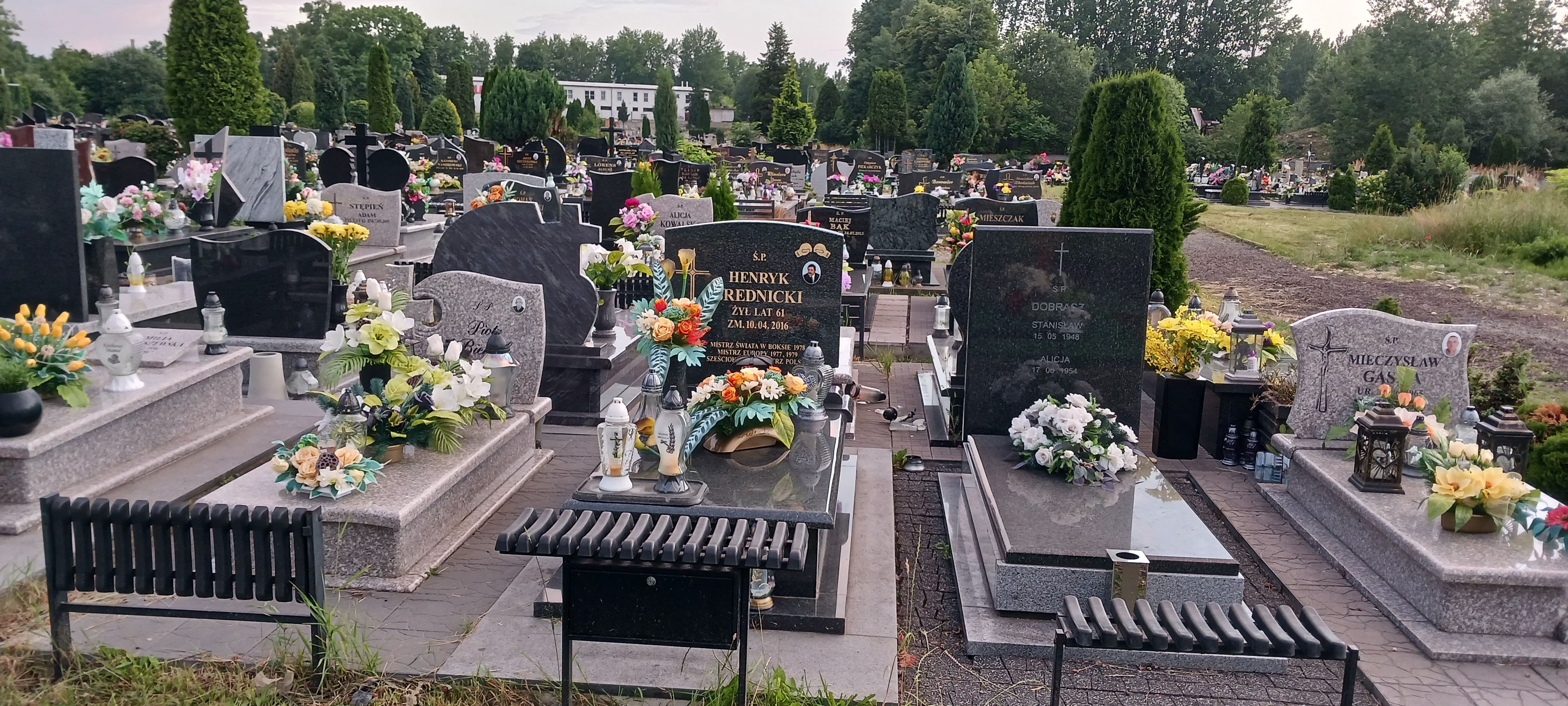
Grób Henryka Średnickiego

## Odznaczenia i wyróżnienia
W 1993 za zasługi na rzecz rozwoju kultury fizycznej został odznaczony przez prezydenta RP Lecha Wałęsę Srebrnym Krzyżem Zasługi. Uzyskał tytuł „Zasłużony Mistrz Sportu”. Został trzykrotnie odznaczony Złotym Medalem za Wybitne Osiągnięcia Sportowe. W 2008 otrzymał Nagrodę im. Aleksandra Rekszy. W 2016, za wybitne zasługi w działalności na rzecz rozwoju pięściarstwa, za osiągnięcia w pracy trenerskiej i szkoleniowej, prezydent RP Andrzej Duda odznaczył go pośmiertnie Krzyżem Kawalerskim Orderu Odrodzenia Polski.

## Upamiętnienie
Imieniem Henryka Średnickiego nazwano Powiatową Akademię Boksu w Będzinie, która rozpoczęła działalność w marcu 2020.